# Pseudodineura fuscula
Pseudodineura fuscula är en stekelart som först beskrevs av Johann Christoph Friedrich Klug 1816.  Pseudodineura fuscula ingår i släktet Pseudodineura, och familjen bladsteklar. Arten är reproducerande i Sverige.